# La Cassaigne
La Cassaigne è un comune francese di 191 abitanti situato nel dipartimento dell'Aude nella regione dell'Occitania.

## Società

### Evoluzione demografica
Abitanti censiti